# Kiss Kiss Kiss (chanson de Yoko Ono)
Pour les articles homonymes, voir Kiss Kiss Kiss.
Pistes de Double Fantasy
(Just Like) Starting Over
(1) Cleanup Time
(3)
Kiss Kiss Kiss est une chanson de la chanteuse japonaise Yoko Ono. Il est à l'origine sorti sur Double Fantasy, son album commun avec John Lennon, ainsi que sur la face B de son single (Just Like) Starting Over.

## Contenu et réception
La chanson influencée par le disco et la new wave met en scène Ono qui halète fortement et semble atteindre l'orgasme.
Selon le biographe des Beatles, John Blaney, Kiss Kiss Kiss combine des éléments de rock pour adultes et d'avant-garde. Selon les professeurs de musique Ben Urish et Ken Bielen, la chanson contient des éléments punk ainsi que des roulements de tambour martiaux. Blaney le considère comme "plus aventureux musicalement et lyriquement" que (Just Like) Starting Over.
Urish et Bielen décrivent les paroles comme ayant "un ton érotique", pointant explicitement vers une ligne qui comprend les phrases "touche-moi" et "trembler à l'intérieur". Dans la seconde moitié de la chanson, Yoko fournit une voix parlée qui mène à l'orgasme en répétant les mots "plus vite" et "plus fort" en japonais, entrecoupés de gémissements et de cris que le biographe de Yoko Ono, Jerry Hopkins, décrit comme "manifestement sexuel". En faisant cela, Urish et Bielen décrivent le jeu de guitare « hurlant » de Lennon comme « l'incitant à continuer ».
Dans l'interview conjointe de Lennon et Ono en 1980 avec Playboy, Ono a déclaré :

« John dit dans sa chanson (Just Like) Starting Over, « OK, nous avions l'énergie dans les années 60, dans les années 70 nous nous sommes séparés, mais recommençons dans les années 80. Elle me tend la main, la femme. Atteindre après tout ce qui s'est passé, sur le champ de bataille des familles décédées, est plus difficile cette fois-ci. » De l'autre côté du disque se trouve ma chanson, Kiss Kiss Kiss, qui est l'autre côté de la même question. Il y a le son d'une femme qui arrive à son paroxysme, et elle crie d'être tenue, d'être touchée. Ce sera controversé, car les gens pensent toujours qu'il est moins naturel d'entendre les bruits de l'amour d'une femme que, disons, le son d'un Concorde, tuant l'atmosphère et polluant la nature. Dans l'ensemble, les deux côtés sont une prière pour changer les années 80. »

Bien qu'Ono ait décrit la chanson comme étant sur la libération et étant assez courageuse pour montrer la vulnérabilité, elle s'est sentie gênée lorsqu'elle a essayé d'enregistrer les voix de l'orgasme simulé devant les ingénieurs du son masculins.

« J'ai commencé à le faire et puis j'ai soudainement regardé et tous ces ingénieurs regardaient tous, et j'ai pensé, je ne peux pas faire ça, vous savez ? Alors j'ai dit, eh bien, éteignez toutes les lumières et mettez un écran autour de moi, et je l'ai fait de cette façon. »

Le critique musical Johnny Rogan a déclaré que la chanson « offrait une preuve du son commercial et contemporain de Yoko, avec la batterie d'Andy Newmark dans le mix et la voix étonnamment agréable et juste. Le critique d'Iowa City Press-Citizen Curt Seifert a décrit Kiss Kiss Kiss comme un « [exemple] plutôt jetable de la fatuité des expérimentations passées [d'Ono] avec la musique dite « d'avant-garde ». Le critique de la Constitution d'Atlanta, Bill King, considérait Kiss Kiss Kiss comme la meilleure des chansons d'Ono sur Double Fantasy. Le critique du Miami Herald, Bill Ashton, a décrit la chanson comme « une sorte de numéro de danse rock qui ressemble beaucoup aux gazouillis de Lene Lovich. »
En 2002, devant le succès de Open Your Box, la chanson a été remixée par Superchumbo et sortie en single. Il a atteint la 20e place des charts dance américains.
En 2005, le groupe de Detroit The Dirtbombs a inclus leur reprise de Kiss Kiss Kiss sur leur album If You Don't Déjà Have a Look. Plus récemment, le morceau a été remixé par Peaches pour l'album Yes, I'm a Witch.

## Personnel
- Yoko Ono – chant, claquements de mains, direction
- John Lennon – guitare, percussions
- Earl Slick, Hugh McCracken – guitares
- Tony Levin – basse
- George Small – claviers
- Arthur Jenkins – percussion, claquements de mains
- Andy Newmark – batterie